# Кметове на Габрово

## Преди Освобождението
Кметове на Габрово преди Освобождението:
- чорбаджи Пеца Вълчанов (1850 – 1851)
- Цоню Пенчев (1852 – 1854)
- Христо Цонков (1855)
- Иванчо Пенчов (1856 – 1859)
- Милчо Пенчов (1860 – 1862)
- Цончо Пенчов (1863)

## След Освобождението
Кметове на Габрово след Освобождението:
- Сава Илиев (1876 – 1879) – първият кмет на Габрово след Освобождението
- Димитър Мичковец (1879 – 1880)
- Цончо Пенчев (1880 – 1881/ 1883 – 1884)
- Петко Гачев (1883/ 1884 – 1885/ 1887 – 1890)
- Христо Конкилев (1884/ 1894 – 1896/ 1902 – 1905)
- Васил Грудов (1893 – 1894)
- Георги Бочаров (1899/ 1899 – 1902)
- Никола Голосманов (1908 – 1912)
- Сава Попов (1912 – 1918)
- Цвятко Мичковец (1918 – 1919)
- Пенчо Плачков (1920)
- Еким Топузаков (1921 – 1923)
- Илия Кожухаров (1923 – 1932/ 1934 – 1935)
- Тодор Иванов (1932 – 1933/ 1944)
- Стою Андрейчев (1936 – 1938)
- Апостол Гъдев (1938 – 1942)
- Петър Клинчев (1942 – 1944)

Участие на габровци в управлението на града
- - По време на Освобождението

Председател – Райчо Каролев
Членове – Андрея Манолов, д-р Алекси Христов, Станчо П. Цонев, Иван Златин, П. Паскалев, Иван Калпазанов
- През 1877 г.

Председател на градски управителен съвет – Теофил Георгиев
Секретар – Васил Дюстабанов
Председател окръжен управителен съвет – Райчо Каролев
Секретар – Никола Голосманов
- - След Освобождението

- През 1879 г.

Председател – С. Илиев
Секретар – Цончо Пенчов
Членове – Христо Митюв, Стоян Кирилов
Почетни членове – Н.Т.Рашеев, Христо Манафов, Цанко Добрев, Иван Пешев, Теофил Георгиев, Гаврил Ганчев, Станчо Яръмов
- През 1880 – 1881 г.

Кмет – Йонко Цонев, заменен от Цончо Пенчов
Помощник кмет – Петко Гачев
Съветници – Иван Златин, Цанко Цанков, Христо Дрянков, Иван Калпазанов, Иван Голосманов Калчо Беров, Лазар Тодоров, Н.Т.Рашеев, Христо Конкилев
- През 1882 г.

Кмет – Цанко Цанков
Помощник кмет – Иван Златин
- През 1884 г.

Кмет – Александър Гачев
Помощник кмет – Максим Григоров
- През 1885 г.

Кмет – Калчо Басмаджиев
Помощник кмет – Ангел Митев

## Комунистически период
- Рачо Пенчев (1946 – 1947)
- Атанас Тотев (1947 – 1948)
- Дойчо Димитров (1949 – 1952)
- Димитър Василев (1956 – 1959)
- Карл Кандулков (1959 – 1966/ 1971 – 9176)
- Михаил Додунеков (1966 – 1971)
- Генчо Попов (1976 – 1979)
- Недко Недков (1979 – 1983)
- Нено Недялков (1983 – 1988)
- Иван Петров (1988 – 1990)

## Посткомунизъм
- Георги Георгиев (1990 – 1991)
- Иван Ненов (1991 – 1995)
- Николай Дачев (1995 – 1999)
- Богомил Белчев (1999 – 2007)
- Томислав Дончев (2007 – 2010)
- Николай Сираков (2010 – 2011)
- Таня Христова (2011 – )